# Chimalpopoca
Chimalpopoca (1397 – 1426/1427) – władca Tenochtitlánu, trzeci tlatoani (władca) Azteków (Méxicas) (1417 - 1427). Jego imię w języku nahuatl znaczy "Dymiąca Tarcza". Urodził się w Tenochtitlánie. Przyjęto, że jego ojcem był Huitzilíhuitl, natomiast matką Mahuehxochtzin z Azcapotzalco, córka tepaneckiego władcy Tezozomoca. 

Chimalpopoca już w 1415 roku zaczął przejmować panowanie nad Tenochtitlánem od swego ojca, natomiast koronowany został w 1417. Wówczas też najwyższy kapłan Tlacaelel, który był pod względem hierarchii drugą osobą w państwie, został pierwszym cihuacoatl, odpowiedzialnym za skarb publiczny i wymiar sprawiedliwości w imperium. Od tego też czasu nastąpił u Azteków rozdział obsady wysokich urzędów duchownych od państwowych, a kandydaci na te urzędy przechodzili specjalną weryfikację.
Kiedy Chimalpopoca obejmował tron w wieku 20 l., Tenochtitlán był sojusznikiem Azcapotzalco, w którym władzę sprawował przywódca Tepaneków Tezozomoc. Chimalpopoca pozostał, podobnie jak jego ojciec, lojalny wobec Tezozomoca, co się opłaciło zwłaszcza podczas wojny tego władcy z Ixtlilxochitlem I z Texcoco w roku 1418. Zdobyte wówczas Texcoco zostało miastem lennym Tenochtitlánu.
Tenotichtlan nie posiadał własnych źródeł wody pitnej. Woda sprowadzana była drewnianym akweduktem ze wzgórz Chapultepec. Kiedy w 1426 r. wystąpiła konieczność budowy nowego akweduktu, Chimalpopoca uzyskał poparcie Tezozomoca w zdobyciu budulca, a także realizacji tej budowy. Za czasów tego władcy wzniesione zostały pierwsze budynki z kamienia, powstała również szeroka grobla do Tlacopanu. Droga ta zbudowana była z przerwami połączonymi drewnianymi mostami, usuwanymi w nocy.

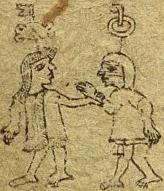
Chimalpopoca jako jeniec na rysunku z Kodeksu Xolotl

W roku 1427 po długim panowaniu zmarł Tezozomoc. Dziedzictwo po nim przejął jego syn Tayatzin. Jednakże Maxtla, władca Coyoacán i przyrodni brat Tayatzina, wkrótce wzniecili bunt między możnymi z Azcapotzalco, w efekcie którego na tronie zasiadł Maxtla.
Chimalpopoca poparł Tayatzina w działaniach mających na celu odzyskanie tronu, zwłaszcza że Maxtla obciążył Tenochtitlán znacznymi daninami. Przyjazne dotąd relacje między Tenochtitlánem i Azcapotzalco zostały zastąpione wzajemnymi zniewagami i spiskiem mającym doprowadzić do zabójstwa Maxtli.
Śmierć poniósł jednak Teyatzin, a wówczas Chimalpopoca zdecydował złożyć siebie jako ofiarę na ołtarzu swego ojca Huitzilíhuitla i oddał się kapłanom azteckim. Kilku z jego dostojników dołączyło do niego. W trakcie trwania uroczystości, armia ekspedycyjna z Azcapotzalco wkroczyła do Tenochtitlánu, uwięziła Chimalpopocę i przewiozła go do Azcapotzalco. Tam był trzymany na racjach głodowych i wystawiony w klatce na pokaz.
Istnieje kilka wersji jego śmierci: jedna mówi, że popełnił samobójstwo, wieszając się na belce za pomocą paska, druga zakłada, uduszenie na polecenie Maxtli, jeszcze inna, że powrócił on do Tenotichtlanu i tam zamordowali go zwolennicy Itzcoatla, który chciał się pozbyć trzeciego tlatoani za zbytnią służalczość wobec Tepaneków by dzięki temu zostać jego następcą. Tak też się stało, kolejnym czwartym tlatoani Tenochtitlánu został właśnie Itzcoatl.

## Genealogia
| 4. Acamapichtli (ok. 1357 - 1395) Tlatoani Tenochtitlánu w l. 1376 – 1395 |  |                                                                            |  |  |                 |
|                                                                           |  | 2. Huitzilíhuitl (ok. 1379 - 1417) Tlatoani Tenochtitlánu w l. 1396 – 1417 |  |  |                 |
| 5. Tezcatlan Miyahuatzin                                                  |  |                                                                            |  |  |                 |
|                                                                           |  |                                                                            |  |  | 1. Chimalpopoca |
| 6. Tezozomoc (1342 – 1426) Tlatoani Azcapotzalco w l. 1371 – 1426         |  |                                                                            |  |  |                 |
|                                                                           |  | 3. Mahuehxochtzin z Azcapotzalco                                           |  |  |                 |
| 7. Nieznana                                                               |  |                                                                            |  |  |                 |
|                                                                           |  |                                                                            |  |  |                 |